# Golce (przystanek kolejowy)
Golce – zamknięty przystanek osobowy w Kurzynie Małej na linii kolejowej nr 66, w województwie podkarpackim, w Polsce.